# Ilerion

De alerion wordt ook gebruikt in de heraldiek

 De ilerion is een fabeldier uit India. Het is een arendachtige vogel zonder snavel of poten, met lange vleugels. Er leven altijd maar twee van deze vogels tegelijk in het land: de mannelijke alerion en de vrouwelijke ylerion.
Den ALERION ist eenen voogel die lijkt op eenen aadelaar, maar hij ist veelen keeren grooter. Hij ist den baas van allen anderen Voogels. Hij heeft den kleur van vuur, ist grooter dan eenen aadelaar, en zijnen vleugels zijn zo scherp als meschen.
Dit fragment is genomen uit een in de Middeleeuwen vertaald natuurboek, geschreven door de Romeinse schrijver Plinius. Het gaat over de Alerion. Volgens Plinius zouden de enige twee Alerions als ze zestig jaar oud waren, paren en eieren leggen. Het vrouwtje legt twee eieren en broedt deze voor veertig dagen. Als hun jongen uit het ei komen, vliegen de ouders vergezeld door alle vogels van India naar de zee waar ze zichzelf verdrinken. De andere vogels keren terug naar het nest en zorgen voor de jonge ilerions totdat ze oud genoeg zijn.

## Trivia
Diverse soorten zeearenden en de visarend storten zich ook vaak in zee, om vis te vangen en dan weer boven te komen. Alleen de visarend kan hierbij geheel onderduiken.